# رودشتي (سادات محمودي)
رودشتي (بالفارسية: رودشتی) هي قرية تقع في إيران في قسم سادات محمودي الريفي. يقدر عدد سكانها بـ 569 نسمة بحسب إحصاء 2016.